# Nuevo Laredo (municipalité)
La municipalité de Nuevo Laredo est l'une des 43 municipalités de l'État de Tamaulipas, et est située dans les confins nord-ouest de cet État. Située à l'ouest du golfe du Mexique, elle appartient au bassin versant du fleuve Río Grande, qui marque la frontière entre les États-Unis et le Mexique. Elle est également limitrophe à l'ouest de l'État mexicain de Nuevo León. Son chef-lieu est la ville éponyme de Nuevo Laredo, qui se situe dans le prolongement de la ville texane de Laredo. Elle dépend de la région Norte, qui est une des 6 subdivisions administratives de l'État de Tamaulipas.

## Géographie

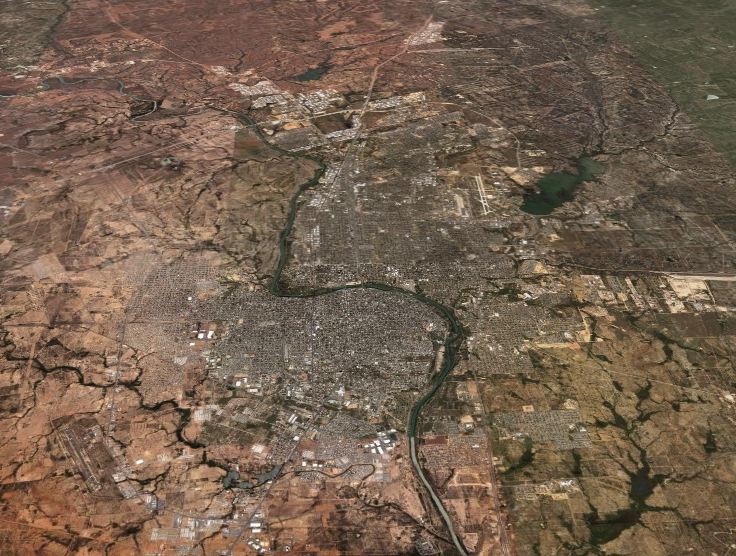
Laredo (Texas) et Nuevo Laredo, une seule et même ville à l'origine

La municipalité de Nuevo Laredo s'étend d'ouest en est sur la rive occidentale, puis méridionale du fleuve Río Grande, et est traversée par plusieurs petites rivières qui en sont des affluents. Située dans les plaines de Coahuila et de Nuevo León, son altitude oscille entre 100 et 300 mètres. Son chef-lieu, la ville éponyme de Nuevo Laredo, se trouve dans la partie orientale de son territoire, sur la rive ouest du Río Grande, et est traversée par trois petites rivières, dont l'Arroyo La Animas et l'Arroyo El Coyote. Elle est établie à une altitude de 150 mètres. Son territoire couvre une superficie de 1334,02 km², et était peuplé en 2020 de 425 058 habitants.
Cette municipalité dépend de la région Norte, appelée aussi Región Fronteriza, qui est une des 6 subdivisions administratives de l'État de Tamaulipas, et regroupe les municipalités de Nuevo Laredo, Guerrero, Mier, Miguel Alemán, Camargo, Gustavo Díaz Ordaz, Reynosa, Río Bravo, Valle Hermoso et Matamoros.
Elle est limitrophe au nord-ouest et à l'ouest, dans l'État de Nuevo León, de la municipalité d'Anáhuac, au sud, dans l'État de Tamaulipas, de celle de Guerrero, et est limitrophe à l'est et au nord-est, aux États-Unis, du comté de Webb.

## Composition et démographie
La municipalité était composée en 2010 de 222 localités.
| Localité                     | Population |
| ---------------------------- | ---------- |
| Nuevo Laredo                 | 348 387    |
| El Campanario y Oradel       | 4 538      |
| Bruno Álvarez Valdez         | 1 257      |
| El Progreso (Nuevo Progreso) | 393        |

En plus de l'espagnol, plusieurs langues amérindiennes sont parlées dans la municipalité, dont les principales sont par ordre d'importance : le nahuatl, le huastèque, le totonaque, l'otomi, le zapotèque, le mazahua, le tarasque, le populaco, le mazatèque et le mixe.

## Histoire
La ville de Nuevo Laredo a une histoire commune avec celle de Laredo, au Texas. Laredo a en effet été fondée le 15 mai 1755 par Tomás Sánchez, sur ordre de José de Escandón, dans le cadre de la création et de la colonisation de la province de Nouvelle-Santander,. La ville s'étendait alors sur les deux rives du Río Grande et portait le nom de San Agustín de Laredo.
À la suite d'affrontements avec les populations amérindiennes voisines, un corps d'armée nommé Compañía Volante est créé en 1772, afin de protéger la ville. Elle connaîtra cependant une incursion destructrice en 1790, de la part du peuple des Lipans, affilié au groupe plus vaste des Apaches.
En 1813, dans le contexte de la guerre d'indépendance du Mexique, Joaquín de Arredondo (es), commandant royaliste des provinces internes de l'Est (qui regroupaient le Texas, la Nouvelle-Santander, le nouveau royaume de Léon et le Coahuila) regroupe ses troupes à Laredo pour aller combattre les rebelles insurgés.
L'État de Tamaulipas est créé en 1824 au sein des États-Unis du Mexique. Limité au nord par le fleuve Río Grande, ce nouvel État comprend la ville de Laredo, seul endroit où il franchit le fleuve.

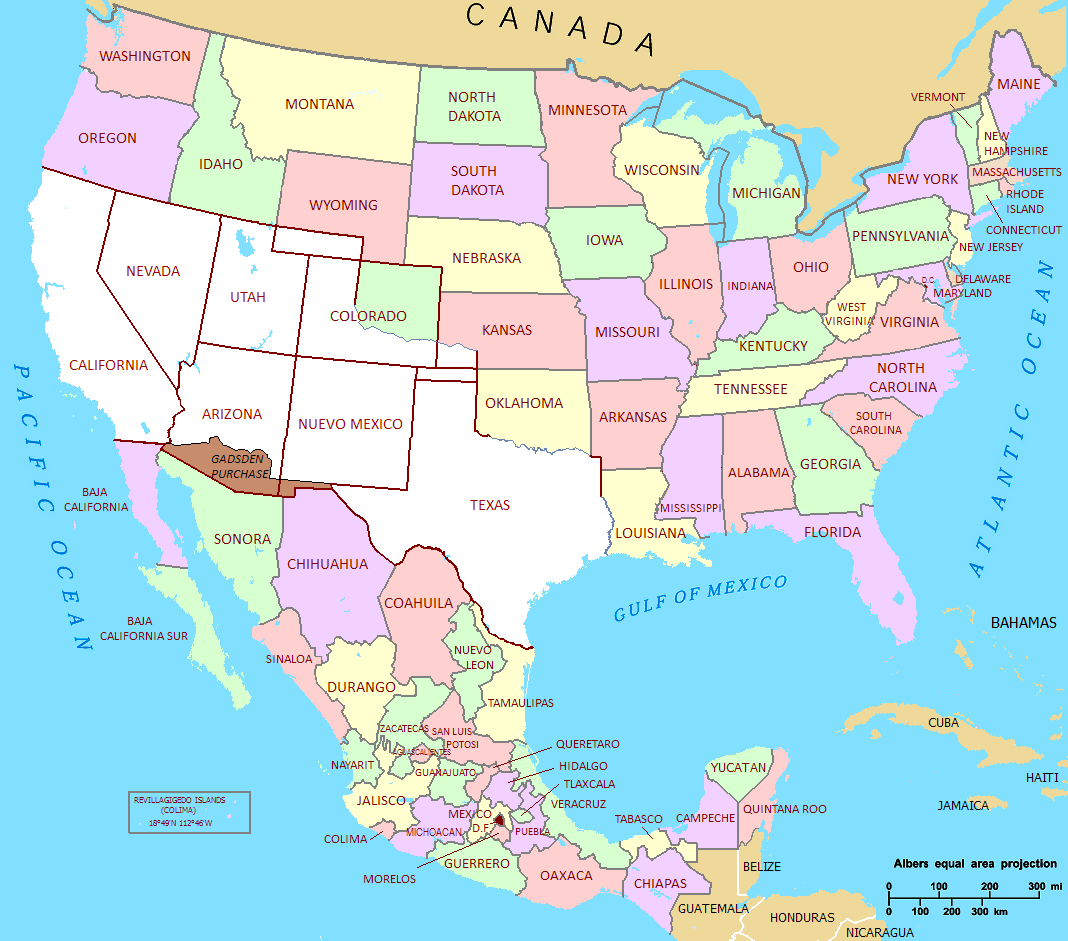
Territoires cédés par le Mexique : la Cession mexicaine et la république du Texas figurent en blanc, l'achat Gadsden de 1853 en marron.

En 1842, les troupes de la république du Texas, qui a proclamé son indépendance du Mexique en 1836, parviennent à entrer dans Laredo. Elles y reviennent en 1846, sous la conduite de Mirabeau Bonaparte Lamar, deuxième président du Texas et désormais allié aux États-Unis d'Amérique. La Guerre américano-mexicaine vient alors de commencer, après l'annexion du Texas par les États-Unis d'Amérique en décembre 1845. Cette guerre durera trois années, jusqu'au traité de Guadalupe Hidalgo de février 1848 qui y met fin. Ce traité reconnaît le Río Grande comme frontière d'État, et le cœur de la ville de Laredo devient américain, tandis que ses quartiers situés en rive occidentale demeurent mexicains. Ces derniers prennent alors le nom de Nuevo Laredo.
En 1881, la ligne de chemin de fer reliant Nuevo Laredo à Mexico est inaugurée, sous le contrôle de la compagnie Ferrocarril Nacional Mexicano, tandis qu'en 1883 est ouvert un pont international reliant les deux Laredo, nommé General Porfirio Díaz, du nom du président alors en exercice.
En 1891, la Villa de Nuevo Laredo accède au rang de ville (ciudad), et prend le nom officiel de Ciudad Laredo de Tamaulipas. Cependant, après la révolution mexicaine de 1910, la coutume imposa le nom de Nuevo Laredo, toujours en usage.
Dans le contexte de la révolution mexicaine, les forces du général Victoriano Huerta quittent la ville en l'incendiant, en 1914.
En 1962, est inaugurée la première maquiladora de la frontière nord du Mexique (usine produisant à bas coût des produits destinés à l'exportation).
En 1976 est inauguré le deuxième pont international reliant les deux Laredo, portant le nom de Juárez y Lincoln, du nom du président mexicain Benito Juárez et américain Abraham Lincoln.